# UPB-MyTeam FC
UPB-MyTeam FC war ein Verein aus Selangor, Malaysia der in der höchsten Liga des Landes, der Malaysia Super League spielte.
Seine Heimspiele trug der Verein im MBPJ Stadion aus. 2006 gegründet, ist der größte Erfolg des Vereins der Aufstieg in die 1. Liga 2006.

## Geschichte
Der TV-Sender TV3 startete 2006 eine Reality-TV-Serie namens MyTeam. Dabei ging es darum, eine Mannschaft aus nicht professionellen Spielern aus ganz Malaysia zusammenzustellen. Diese Mannschaft sollte am Ende gegen die Nationalmannschaft Malaysias antreten. Auf dem Weg dahin begleitete das Fernsehen das Team vom Probetraining bis zum großen Spiel. Trainiert wurde die Mannschaft von Shebby Singh einem früheren Profifußballer.
Das Spiel gegen die Nationalmannschaft, am 28. Mai 2006 ging mit 2:1 verloren. Die Sendung hatte beachtlichen Erfolg in Malaysia und das Team erhielt eine Einladung an der Malaysia Premier League (2. Liga) 2006/07 teilzunehmen.
Um dem Team eine professionelle Basis zu verschaffen und für die 2. Liga wettbewerbsfähig zu sein, übernahmen die beiden Produzenten der Serie den Verein Perak UPB FC.
Perak UPB FC war ein vor sich hinleidender Fußballverein, gesponsert vom United Plantations Board Malaysia. Das Management von Perak UPB bestand darauf, dass ihr Vereinsname im neuen Verein reflektiert ist. Wodurch letzten Endes der jetzige Vereinsname UPB-MyTeam Football Club entstand. Die beiden Produzenten wurden auch gleichzeitig die Präsidenten des Vereins, und der Kroate Bojan Hodak wurde als Cheftrainer verpflichtet.
Überraschenderweise gelang dem Verein gleich auf Anhieb der Aufstieg in die Malaysia Super League, welche man Ende der Saison 2007/08 auf dem 11. Platz abschloss.

## Vereinserfolge

### National
- Malaysia Premier League (2. Liga)

Vizemeister und Aufsteiger 2006/2007